# Iglesia de San Benedicto (Scorzè)
La iglesia arciprestal  de San Benedicto Abad es la iglesia parroquial de Scorzè, en la ciudad metropolitana de Venecia y la diócesis de Treviso. Forma parte del vicariato de Noale.

## Historia
Originariamente dependiente de la parroquia de Trebaseleghe, la parroquia de Scorzè se liberó de la matriz en el siglo XVI .Construido sobre el lugar del anterior, el edificio actual fue construido entre 1761 y 1767 según un diseño del arquitecto veneciano Giorgio Massari. Fue consagrada por el obispo Paolo Francesco Giustiniani el 18º domingo después de Pentecostés de 1767 (11 de octubre).
En 1931 se encargó al arquitecto Antonio Beni el diseño de una importante ampliación de la zona del presbiterio de la iglesia. El proyecto nunca se realizó, sin embargo los planos del Beni aún se conservan en la sede municipal.
El edificio fue sometido a un proyecto de restauración general en 2012. Al final de la intervención, el 14 de julio de 2013, el obispo Gianfranco Agostino Gardin consagró el nuevo altar que, junto con la sede y el púlpito, fueron construidos desde cero.

## Descripción

### Externo
En el exterior destacan en el tímpano las tres estatuas atribuidas a Antonio Bonazza, que representan a San Benito, Santa Lucía y Santa Inés. Sobre los pilares del cementerio delante de la iglesia hay nueve estatuas de santos atribuidas al escultor paduano Francesco Androsi (1713-1785).

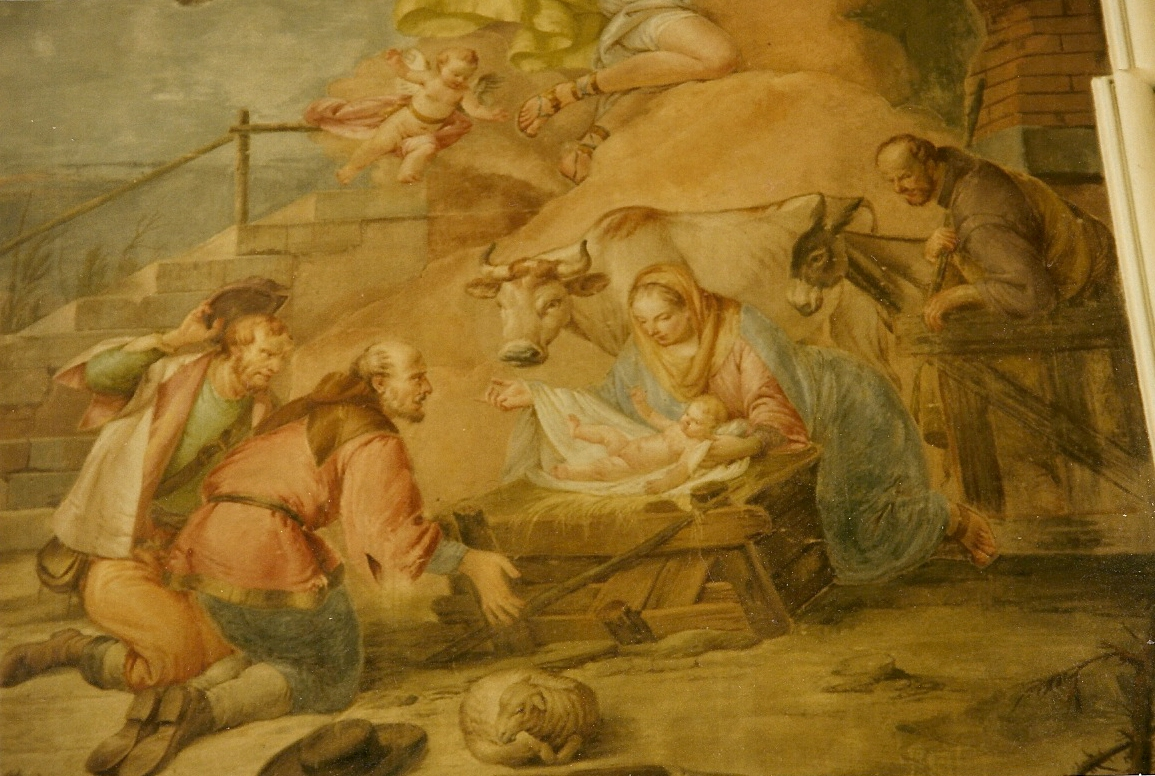
Detalle de los frescos de Zugno.

### Interno

#### Altar mayor

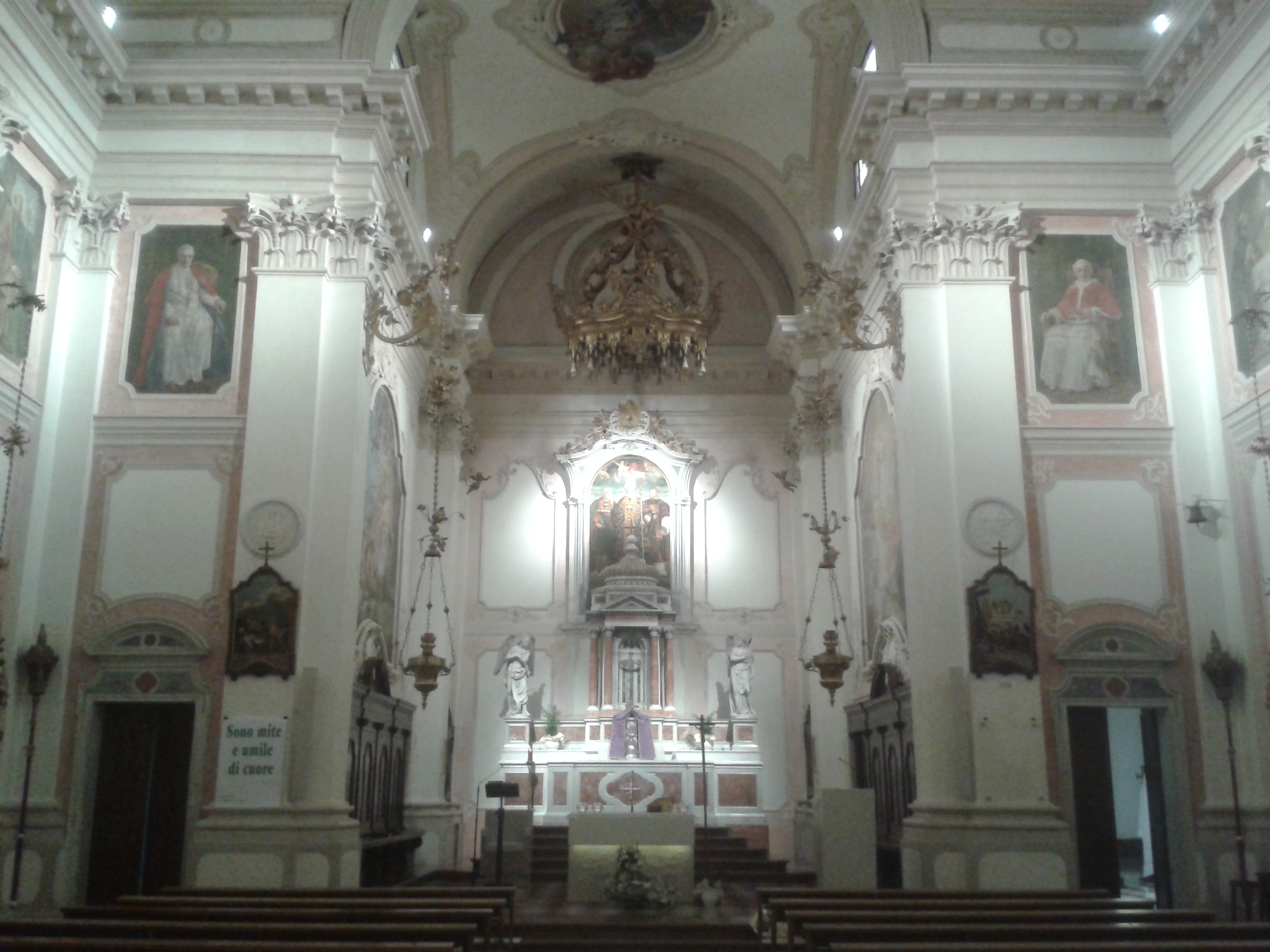
Vista del altar mayor.

En el altar mayor destaca el retablo de Paolo Pino, San Benedicto con los santos Nicolás y Lorenzo, y el imponente tabernáculo de Giuseppe Bernardi, conocido como Torretto di Pagnano, maestro de Canova, autor también de los dos ángeles que rodean el copón. El conjunto está coronado por el suntuoso dosel obra de los hermanos Dalla Vecchia.
A los lados hay dos frescos de Francesco Zugno que representan el Nacimiento de Jesús y la Transfiguración. En el techo, la Ascensión de Giovan Battista Canal.
El altar de mármol, que presenta como frontal un bajorrelieve del escultor bellunense Franco Fabiane, junto con la sede y el púlpito, fue realizado en 2013 por el arquitecto Fabio Nassuato y consagrado el 14 de julio del mismo año por el obispo Gianfranco Agostino Gardin.

#### Nave

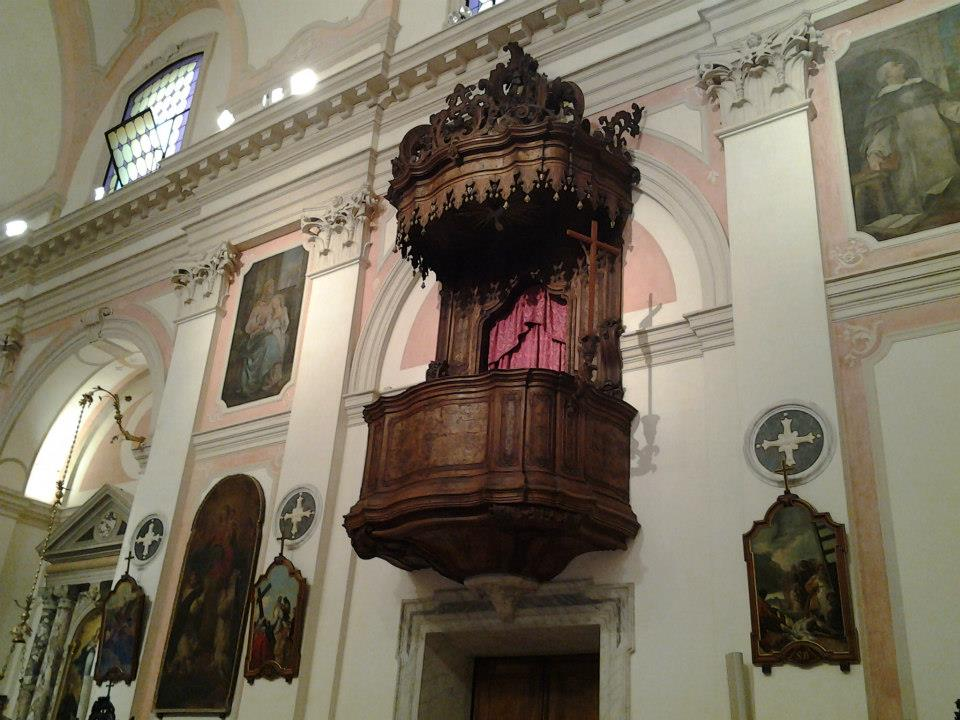
Púlpito de Giovanni Zardo.

En los muros laterales, junto a los altares citados, dos retablos: Virgen con el Niño entre Santo Domingo y Santa Rosa de Lima, de Pietro Antonio Novelli, y, enfrente, Virgen del Rosario con Santa Inés entre Santos Pedro y Pablo, de artista desconocido del siglo XVI.
Continúan, una frente a la otra, dos notables obras de talla: a la izquierda el magnífico púlpito, realizado por el escultor y tallador Giovanni Zardo conocido como "Fantolin" en 1792. A la derecha, la notable brújula de la puerta lateral sur, realizada por Vincenzo Cadorin y donada a la iglesia por los condes Alba y Antonio Conestabile della Staffa. Encerrado en un rico marco, el lienzo de la Sagrada Familia, atribuido a Antonio Beni, rematado por el monocromo de la Piedad, un fresco de Beni colocado en el luneto.

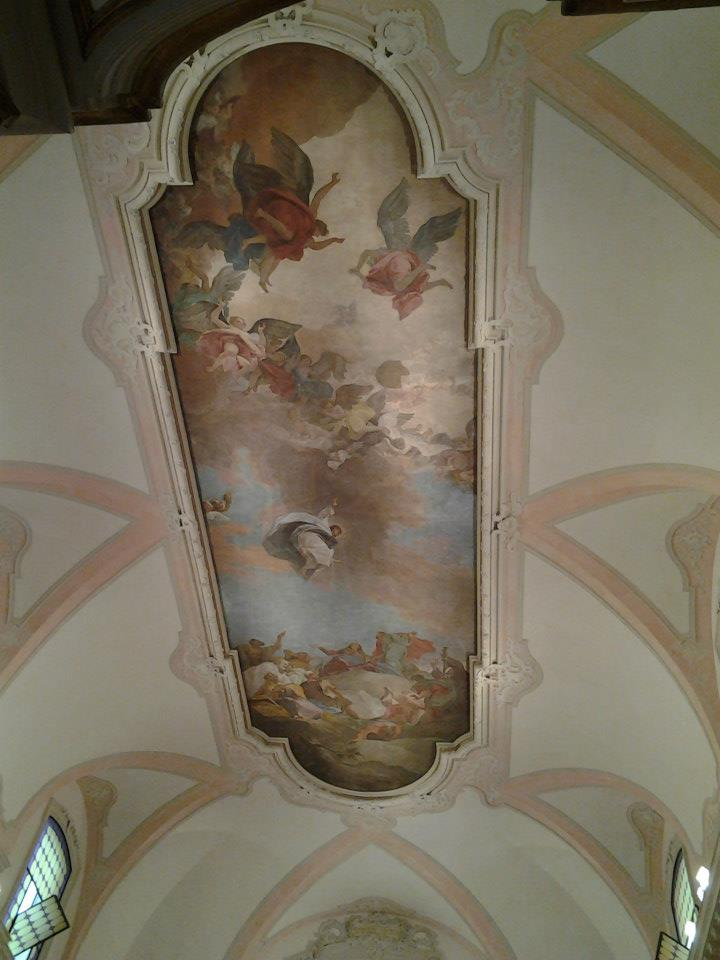
Ascensión del Canal en el techo.

En cuanto a las decoraciones al fresco, cabe destacar, en el techo, la Ascensión de Giovan Battista Canal . En las paredes, el ciclo realizado entre 1905 y 1907 por Antonio Beni que representa a varios santos y profetas y a los papas Pío X y León XIII.
Entre las decoraciones de las paredes destaca el Vía Crucis, obra realizada entre 1885 y 1890 por el pintor veneciano Luigi Nono .

##### Altares laterales
Hay cuatro altares laterales. Los dos altares situados más al oeste fueron comprados en 1808 a la iglesia de Santa Inés de Venecia, que había estado cerrada temporalmente debido a las supresiones napoleónicas. Son interesantes los mármoles del siglo XVI, de influencia Sansovino. En el altar derecho, dedicado a Santa Bárbara, se encuentra el retablo de Santa Lucía, pintado en 1896 por el pintor veneciano Vincenzo Azzola. Detrás del lienzo hay un bajorrelieve de la escuela de Sansovino. A los pies del altar, encerrada entre las balaustradas del siglo XVIII que antaño estaban situadas al borde del presbiterio, se encuentra la pila bautismal, datada en 1538. Enfrente, el altar de Santa Inés, con el retablo de la Inmaculada Concepción de Francesco Vason ((1880). En los dos últimos altares antes del presbiterio destaca el retablo de San Francisco de Asís recibiendo los estigmas atribuido a Paris Bordone, mientras que en el altar opuesto de la Madonna della Salute, la pintura que representa a la Virgen del pintor trevisano Tagliapietra (1878) está encerrada en el suntuoso marco dorado de Vincenzo Cadorin.

Situado al norte del presbiterio, en un espacio separado y simétrico respecto a la sacristía, donde antiguamente había una capilla dedicada a San Antonio de Padua. Su disposición y uso actual datan de 2020, cuando fue decorado por el controvertido artista esloveno Marko Ivan Rupnik.

#### Órgano

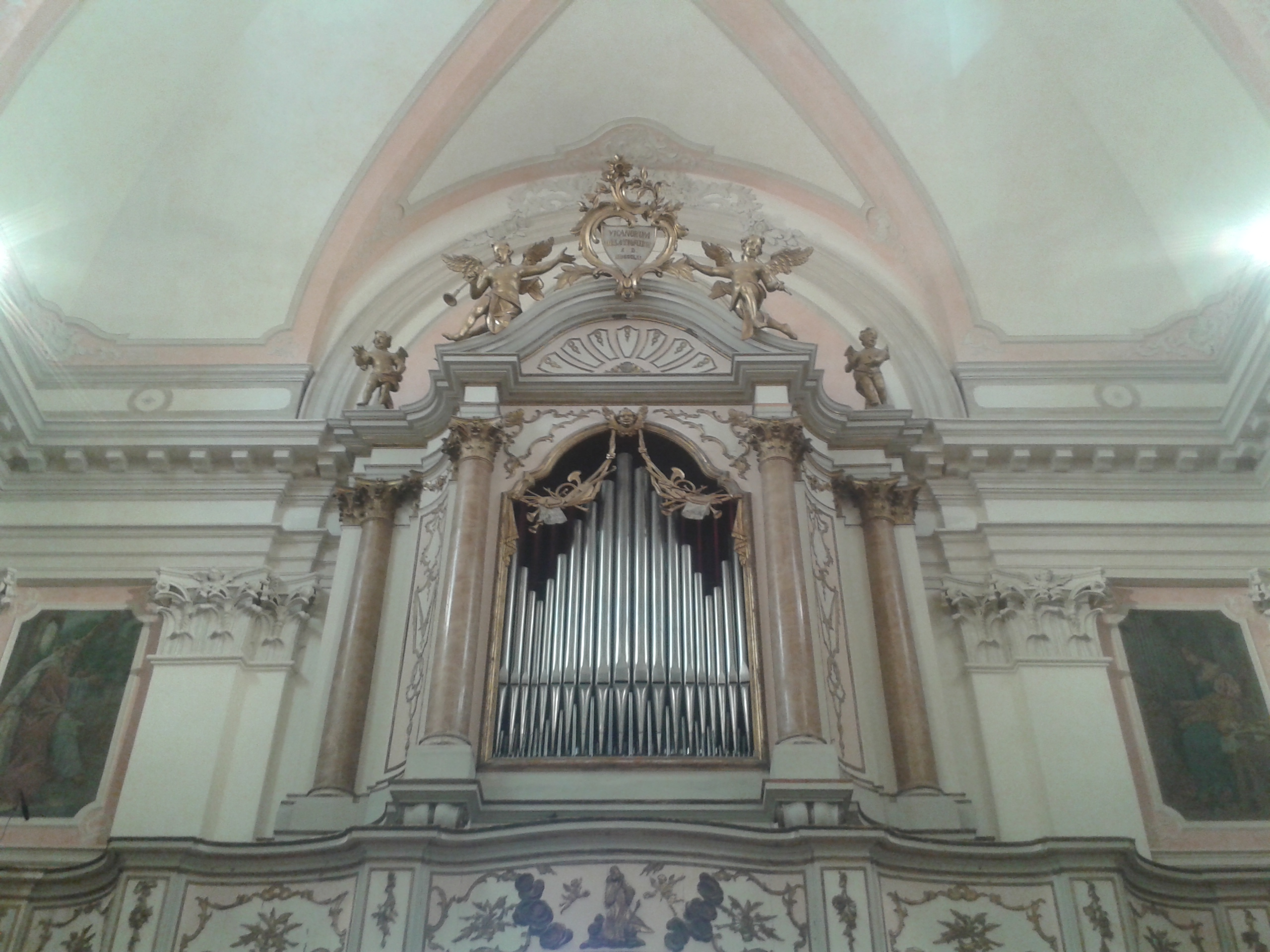
Exposición de órganos.

El órgano, de los hermanos Pugina pero con material del anterior órgano de Gaetano Callido (comprado en 1808 en la iglesia de Sant'Agnese de Venecia), fue restaurado por la empresa Zanin en 2010. tiene una transmisión enteramente mecánica y cuenta con 20 registros reales distribuidos en dos teclados y un pedal. Fue inaugurado en mayo de 2011 por el organista Francesco Finotti.

### Campanario

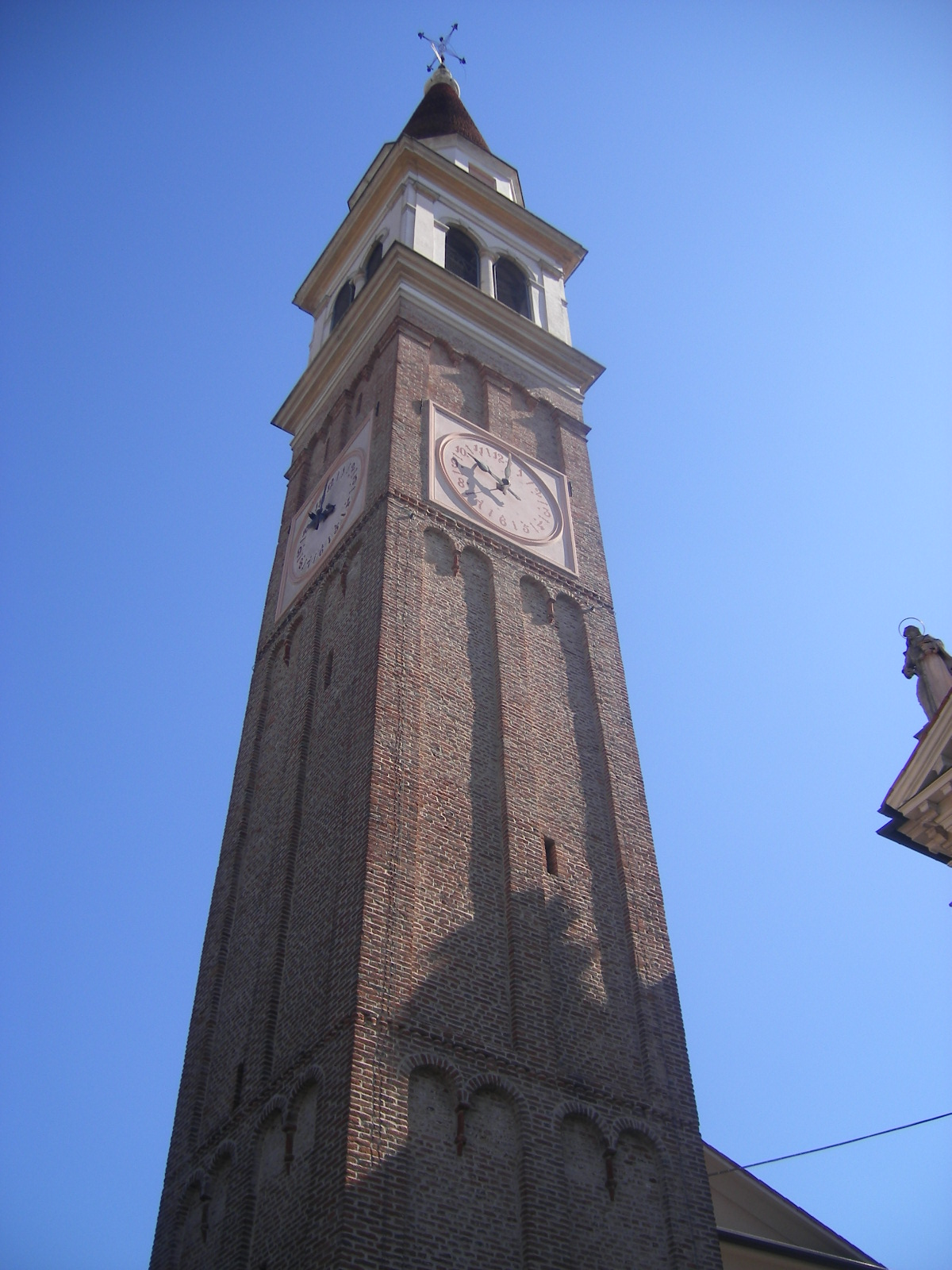
Campanario

El campanario, de 50 metros de altura, data del siglo XVI. Construido en 1767, fue completamente restaurado en 1876 sustituyendo el campanario, que actualmente contiene cuatro campanas Si2, originalmente fundidas por la fundición Cavadini de Verona en 1902 y posteriormente refundidas por la fundición De Poli de Vittorio Veneto en 1962. Durante la restauración de 1990 se descubrió sobre la puerta de entrada un fresco que representa una Virgen con el Niño, que hasta entonces había estado oculto por el reloj de sol de 1729.